# Petra Vela de Vidal Kenedy
Petra Vela de Vidal Kenedy (Mier, Mèxic, 31 de gener de 1823 - 16 de març de 1885) va ser una ramadera, filantropa i matriarca mexicana d'una de les famílies més influents del sud de Texas durant el segle xix.

## Biografia
El seu pare era un governador espanyol que supervisava el territori entre els rius Rio Grande i Nueces. Tenia setze germans i va créixer en una llar molt religiosa i patriòtica.
El primer matrimoni de Petra va ser amb Luis Vidal, un coronel grec de l'exèrcit regular mexicà. Van esdevenir en una família molt rica i Petra establir contactes militars dins de l'exèrcit mexicà. Luis Vidal va morir el 1849 de còlera, amb la qual cosa Petra va heretar gran part de la riquesa de Luis. Això es va afegir a la riquesa que havia heretat de la propietat del seu pare el 1846, cosa que va convertir Petra en una dona molt rica.
Després de la mort del seu primer marit, Petra va decidir traslladar-se amb els fills a Brownsville, Texas. Allà va conèixer a Mifflin Kenedy, un ramader, i els dos es van casar el 1852. Durant els anys següents, Petra i Mifflin van tenir sis fills més i van adoptar un altre. El 1854, Petra i Mifflin van comprar 10.000 ovelles i van augmentar la seva influència, convertint-se en un lloc comú les incursions a la frontera.
Els Kenedy es van convertir en una de les famílies més riques del sud de Texas, que es dedicaven sobretot a bestiar boví, equí, oví i terrestre. Mifflin Kenedy va ser soci de Richard King al King Ranch fins al 1868. L'any següent, va comprar el ranxo Laureles a prop del Corpus Christi, i la família s'hi va instal·lar. El ranxo constava de 172.000 acres i donava feina a 161 persones. Petra Kenedy va gestionar els criats. Petra va poder utilitzar els seus contactes per convèncer els assaltants de no atacar el seu ranxo i va utilitzar la seva riquesa per finançar un petit exèrcit de mercenaris per protegir els seus interessos.
Durant els darrers anys, va donar gran part de la seva riquesa adquirida a institucions catòliques del sud de Texas. Va fer moltes donacions a l'església catòlica de Santa Maria a Brownsville, Texas. Va morir el 16 de març de 1885 i va ser enterrada a Brownsville, Texas.